# Maya-Klasse (2020)
Die Maya-Klasse (japanisch まや型護衛艦 Maya-gata Goeikan) ist eine Klasse von zwei Lenkwaffenzerstörern der japanischen Maritimen Selbstverteidigungsstreitkräfte (JMSDF) und eine verbesserte Version der Atago-Klasse.

## Allgemein
Die Maya-Klasse basiert auf der japanischen Variante der Arleigh-Burke-Klasse (Flight IIa) der United States Navy. Im Unterschied zur Atago-Klasse hat sie ein kombiniertes vollelektrisches und Gasturbinen-Antriebssystem. Sie besitzt einen vergrößerten Rumpf, um dieses System aufzunehmen. Auf Basis eines 6,6-kV-Stromverteilungssystems soll genügend elektrische Energie zur Verfügung stehen, um zukünftige, in Japan entwickelte Railguns sowie Laser-Energiewaffen zur Nahbereichsverteidigung zum Einsatz bringen zu können.
Wie die Atago-Klasse hat sie einen Hangar für die dauerhafte Mitführung eines Hubschraubers.
Die Maya-Klasse ist mit dem Aegis-Kampfsystem ausgestattet. Die verbaute Version bietet Cooperative Engagement Capability (CEC), also den vernetzten Echtzeitdatenaustausch mit kompatiblen Einheiten sowohl der eigenen als auch alliierter Streitkräfte zur Lagedarstellung und Feuerleitung. Für die Zukunft ist die Ausstattung mit SM-6-Flugkörpern vorgesehen, die dafür ausgelegt sind, ihre Zieldaten über CEC direkt von anderen im Netzwerk angeschlossenen Einheiten erhalten zu können.
Erstmals für Japan ist von Anfang an die BMD-Funktionalität zur strategischen Raketenabwehr mit dem Flugkörper SM-3 verfügbar, wie sie bei der Atago-Klasse nachgerüstet wurde.

## Einheiten
| Kennung | Name          | Bauwerft      | Kiellegung      | Stapellauf    | Indienststellung |
| ------- | ------------- | ------------- | --------------- | ------------- | ---------------- |
| DDG-179 | Maya (まや)   | JMU, Yokohama | 17. April 2017  | 30. Juli 2018 | 19. März 2020    |
| DDG-180 | Haguro (羽黒) | JMU, Yokohama | 23. Januar 2018 | 17. Juli 2019 | 19. März 2021    |

### Namensvorgängerinnen
Maya trägt den gleichen Namen wie der Schwere Kreuzer Maya der Takao-Klasse und ist nach dem Berg Maya-san in Kōbe benannt. Haguro trägt den gleichen Namen wie der schwere Kreuzer Haguro der Myōkō-Klasse und ist nach dem Berg Haguro-san benannt.

## Technische Beschreibung

### Rumpf und Antrieb
Der Rumpf eines Zerstörers der Maya-Klasse ist 169,9 Meter lang, 22,2 Meter breit und hat bei einer Verdrängung von 10.250 Tonnen einen Tiefgang von 6,4 Metern.
Der Antrieb erfolgt durch zwei Gasturbinen (integrierter elektrischer Antrieb) General Electric LM2500IEC, die zwei Elektromotoren mit Energie versorgen. Diese geben die Leistung an zwei Wellen mit je einer Schraube weiter.

### Bewaffnung
Die Bewaffnung besteht aus einem 127-mm-Geschütz in Kaliberlänge 62 (Mark 45 Mod.4) von BAE Systems und einem Mk 41 Vertical Launching System mit 96 Zellen. Dieses verteilt sich auf Zellen für Anti-U-Boot-Raketen Typ 07 VL-ASROC und Zellen für verschiedene Lenkwaffen. Des Weiteren gibt es zwei Vierfachstarter für Typ-17-Seezielflugkörper, zwei Dreifachtorpedorohre vom Typ HOS-303 für Leichtgewichtstorpedos (Mark 46, Typ 97 und Typ 12) und zwei Nahbereichsabwehrsysteme vom Typ Phalanx.
Zur U-Bootjagd und weiterer Aufgaben wird ein Hubschrauber des Typs Mitsubishi SH-60 mitgeführt.

## Besatzung
Die Besatzung hatte eine Stärke von 300 Offizieren, Unteroffizieren und Mannschaften.